# Hanna Wagenius
 (juin 2023).
Hanna Birgitta Kristina Wagenius, née le 2 novembre 1988 à Flon dans la paroisse de Tännäs dans le comté de Jämtland, est une avocate et femme politique suédoise. Elle est présidente des Centerpartiets Ungdomsförbund (CUF) du 5 juin 2011 au 26 juin 2015. Depuis octobre 2018, elle siège comme présidente du conseil municipal de la municipalité d'Östersund. Elle est députée (suppléante par intérim) du 4 avril au 6 mai 2022 pour la circonscription du comté de Jämtland.

## Biographie
Wagenius est titulaire d'un diplôme en droit (LL. M.) à l'Université d'Uppsala. Elle suit également la formation avancée au Stureakademin de Timbro.
Wagenius est remarquée, entre autres, pour son travail dans l'abolition de la loi sur l'achat de sexe et son soutien à la polygamie polyamoureuse. Aux élections législatives de 2010 au pays, elle obtient une quatrième place dans la circonscription du comté de Jämtland. Elle s'est également présentée comme candidate en 2014 au Riksdag, dans la circonscription du comté de Jämtland et dans la circonscription du comté d'Uppsala, ainsi qu'au Parlement européen.
En 2014, Wagenius se présente au Parlement européen et occupe la quatrième place sur la liste du Parti du centre. Son slogan est « Intégrité, subsidiarité et libre circulation »; elle entend œuvrer à la protection de l'intégrité de l'individu en empêchant l'État de surveiller massivement ses citoyens, comme par exemple le FRA et l'IPRED, permettent de décentraliser le pouvoir de l'Union européenne sur les questions importantes.
Wagenius est également membre du comité de rédaction du journal Svensk Linje, publié par la Fria Moderata Studentförbundet.
Wagenius se présente aux élections législatives suédoises de 2018 et devient suppléante. Elle est remplaçante au Riksdag pour Per Åsling pendant la période du 4 avril au 6 mai 2022. Au Riksdag, elle est députée supplémentaire à la commission des impôts.